# Ascanio Sforza
Ascanio Maria Sforza Visconti (ur. 3 marca 1455 w Cremonie, zm. 27 maja 1505 w Rzymie) – włoski kardynał.

## Życiorys
Był szóstym synem Francesca Sforzy, księcia Mediolanu, i Bianki Marii Visconti, przeznaczonym do stanu duchownego. Od 1477 roku ojciec zabiegał dla niego o kapelusz kardynalski, ostatecznie 17 marca 1484 roku otrzymał diakonię Santi Vito e Modesto in Macello Martyrum. Zrezygnował z niej 26 sierpnia 1492 roku. Ponownie przyjął ją 31 stycznia 1495 roku. Rychło stał się jedną z najbardziej wpływowych osobistości w kolegium kardynalskim. Był administratorem diecezji Pawia (od 17 września 1479 roku), Novara (25 października 1484-18 kwietnia 1485 i w maju 1505), Cremona (od 28 lipca 1486), Pesaro (1487-91), Eger na Węgrzech (31 sierpnia 1492-1497) i Elne w dzisiejszej Francji (czerwiec 1494-1495), nie jest jednak pewne czy kiedykolwiek otrzymał sakrę biskupią. Na konklawe 1492 odegrał kluczową rolę w wyborze Rodriga Borgii na papieża. W zamian otrzymał obiecany już na konklawe urząd wicekanclerza św. Kościoła Rzymskiego oraz kilka innych beneficjów. Legat w Bolonii 1492-99. Był jednym z najbliższych doradców Aleksandra VI w początkowej fazie jego pontyfikatu, a ich sojusz został wzmocniony przez małżeństwo córki papieża Lukrecji z kuzynem kardynała, Giovannim Sforzą w 1493.
Do zerwania Sforzy z papieżem doszło w 1494 wraz z inwazją Francuzów na Półwysep Apeniński. Kardynał pozostał lojalny wobec swego brata Ludovico Sforza, księcia Mediolanu, który potajemnie zawarł sojusz z Francją, podczas gdy Aleksander VI postanowił stawić jej zbrojny opór. Po porzuceniu sojuszu z Francją przez Mediolan pojednał się z Aleksandrem, ale nie odzyskał już jego pełnego zaufania. Kiedy w 1497 w tajemniczych okolicznościach zamordowano syna papieża, Juan Borgia, kardynał Sforza był jednym z podejrzanych o jego morderstwo, udało mu się jednak oczyścić z tego zarzutu. W 1499 ponownie popadł w niełaskę u papieża, gdyż opuścił Rzym bez jego zgody. Jego dobra, warte 200.000 dukatów, zostały skonfiskowane przez papieża. Kardynał musiał uciekać do Wenecji. W maju 1500 roku dostał się do francuskiej niewoli, uwięziono go w Lyonie. W 1502 dzięki kardynałowi Georges d’Amboise’owi został uwolniony, jednak bez prawa opuszczania Francji bez zgody króla. Powrócił do Rzymu dopiero na konklawe po śmierci Aleksandra VI. Próbował uzyskać tiarę dla siebie, nie zdobył jednak większego poparcia. Zmarł na dżumę w wieku 50 lat.
Sforza był jednym z najbogatszych kardynałów w swoim czasie, słynął z życia w luksusie i nie bez racji uchodził za skorumpowanego. Był zapalonym myśliwym, zwano go nawet Nemrodem z Watykanu. Mimo że był kardynałem Kościoła katolickiego, okazywał lojalność przede wszystkim swojej dynastii, rządzącej Mediolanem. Był jednak także protektorem artystów (zwłaszcza muzyków) i intelektualistów. Spore sumy łożył na działalność charytatywną, dzięki czemu cieszył się znaczną popularnością wśród Rzymian.